# Brush Runabout Company

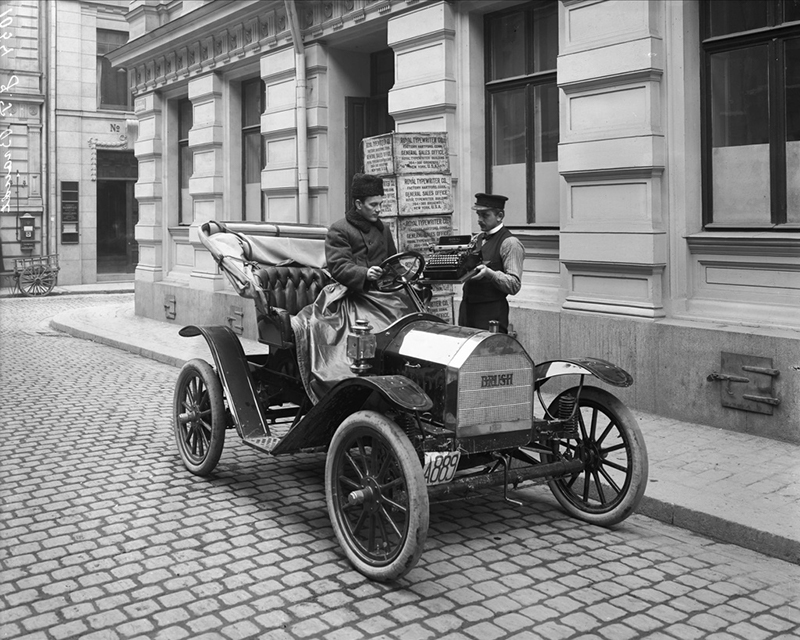
Brush Runabout auf Apelbergsgatan, Stockholm, 1907–1910.

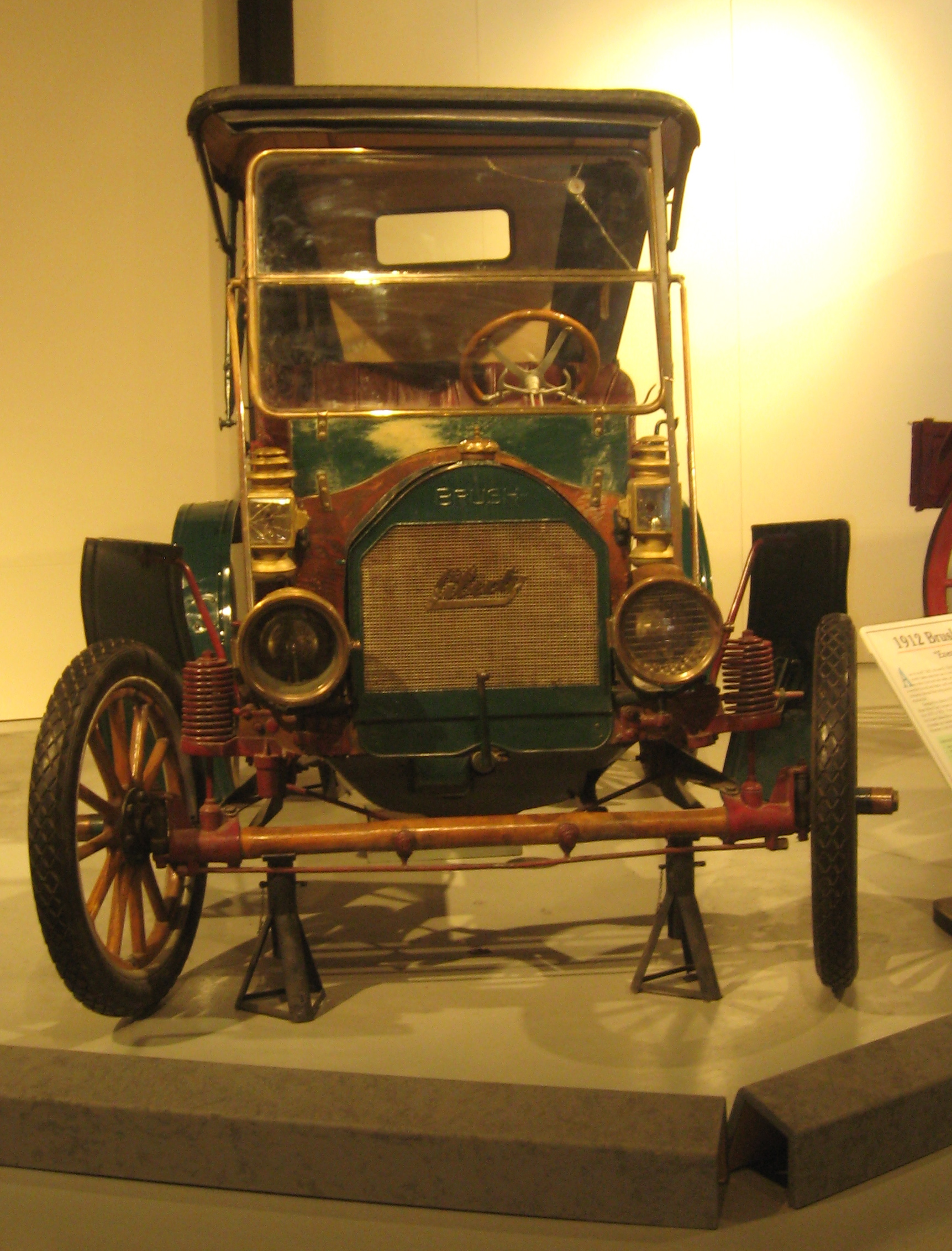
Liberty Brush Runabout (1912) in einem Privatmuseum in Saskatoon (Saskatchewan)

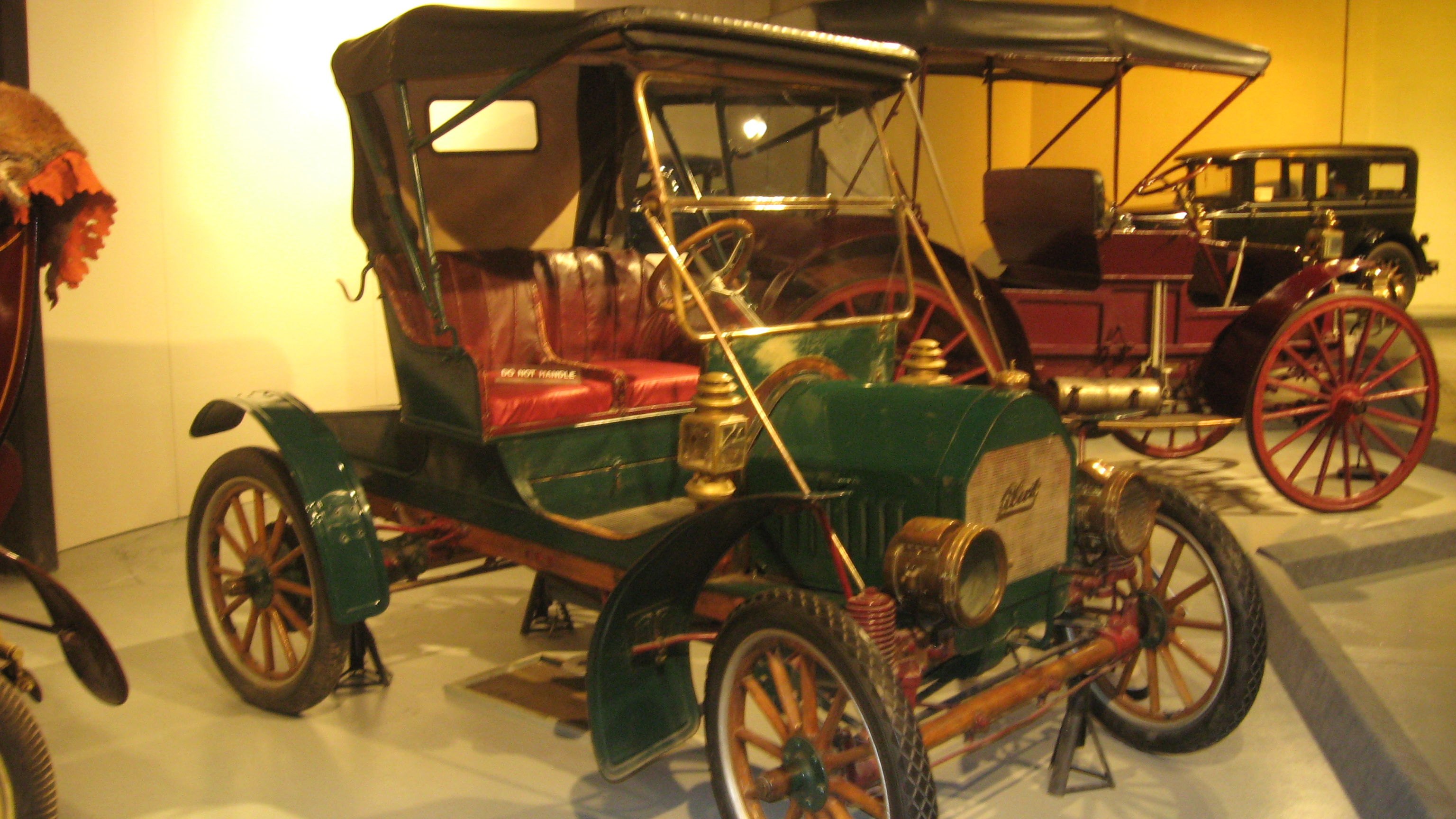
Schräge Ansicht

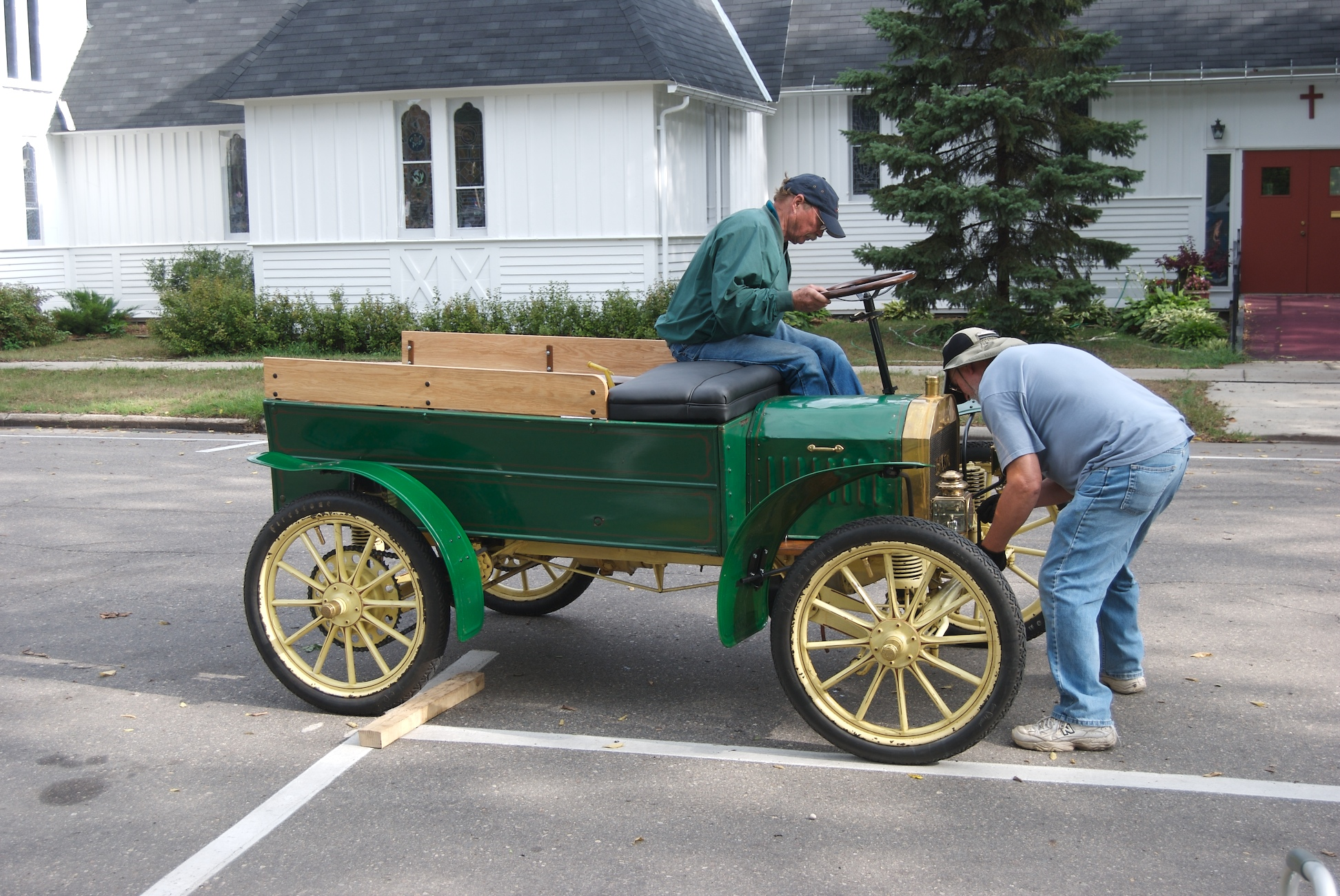
Seitenansicht eines anderen Fahrzeugs

Die Brush Runabout Company wurde von Alanson Partridge Brush (10. Februar 1878 – 6. März 1952) im Jahre 1907 in Detroit gegründet. Er hatte mit Henry Ford in dessen ersten Unternehmen mitgearbeitet, das ein Misserfolg war. Mit Fords Nachfolger Henry M. Leland verstand sich Brush nicht und er akzeptierte eine Abfindung von US$ 40.000 der mittlerweile in Cadillac Motor Company umbenannten Gesellschaft. Damit finanzierte er einen Teil seines Unternehmens und gewann mit dem Eisenwarenfabrikanten Frank Briscoe einen kapitalkräftigen Investor. Briscoe war der Bruder von Benjamin Briscoe von Maxwell-Briscoe.

## Beschreibung
Brush entwarf ein leichtes Automobil mit hölzernem Chassis (eigentlich waren es Längsträger aus Holz und Querträger aus Stahl), Reibradgetriebe und Expansionsfedern an allen vier Rädern. Es gab zwar verschiedenste Runabouts mit Ein- bis Vierzylindermotoren auf dem Markt, bevor das Ford Modell T den Niedrigpreissektor fast vollständig übernahm, aber der Brush Roadster hat doch etliche ungewöhnliche Details, die als Beleg des Erfindungsreichtums seines Erbauers gelten können. Dem Antrieb diente ein großer Einzylindermotor mit Wasserkühlung. Der Wagen hatte serienmäßig Gasbeleuchtung; zwei Scheinwerfer und ein Rücklicht. Rahmen und Achsen bestanden aus Eichen-, Hickory- oder Ahornholz und wurden entweder roh belassen oder in der Ausstattungsfarbe lackiert. Die Hupe war an der Motorhaube angebracht und war mit dem Gummiball neben dem Fahrer durch ein langes Rohr verbunden. Hinten am Fahrzeug gab es einen kleinen Kofferraum in einer Schublade, die von hinten unter die Sitze geschoben war.
Brush, der auch den ersten Oakland, Vorgänger des Pontiac, entworfen hatte und bei der Konstruktion des Cadillac-Einzylindermotors mitgeholfen hatte, versah seine Motoren mit einer besonderen Eigenheit: Sie liefen entgegen dem Uhrzeigersinn, anstatt wie alle anderen im Uhrzeigersinn. Brush sah darin einen Sinn, da solch ein Motor von einem Rechtshänder mit größerer Sicherheit (ohne Zurückschlagen der Kurbel) angekurbelt werden kann. Das Zurückschlagen der Anlasskurbel war normalerweise ein großes Problem, da sie oft gebrochene Daumen oder gar Unterarme verursachte, insbesondere dann, wenn versehentlich die Zündung nicht vorher auf „spät“ gestellt war.
1912 durchquerte Francis Birtles in einem Brush als erster Autofahrer den Kontinent Australien von West nach Ost.
Die Brush Runabout Company wurde mit Maxwell-Briscoe, Stoddard-Dayton und anderen Firmen von Benjamin Briscoe 1910 zur United States Motor Company zusammengefasst, die allerdings bereits 1913 wieder Konkurs anmelden musste. Runabouts wurden bald unmodern, vor allen Dingen wegen des mangelhaften Wetterschutzes ihrer Passagiere.
Insgesamt entstanden 13.250 Brush Runabout von 1907 bis 1911. Ein restaurierter Wagen von 1909 ist im Pioneer Heritage Museum in Brownsville (Oregon) ausgestellt.

## Modelle
| Modell       | Bauzeitraum | Zylinder | Leistung        | Radstand |
| ------------ | ----------- | -------- | --------------- | -------- |
| A            | 1907–1908   | 1        | 7 bhp (5,1 kW)  | 1880 mm  |
| Two-Cylinder | 1908        | 2 Reihe  |                 | 2235 mm  |
| B            | 1909        | 1        | 7 bhp (5,1 kW)  | 1880 mm  |
| D            | 1910        | 1        | 10 bhp (7,4 kW) | 2032 mm  |
| E            | 1911        | 1        | 10 bhp (7,4 kW) | 2032 mm  |

## Liberty Brush
Nur 1912 gab es Fahrzeuge der Marke Liberty Brush. Die Wagen entsprachen technisch dem Vorjahresmodell. Allerdings waren es Basismodelle mit geringer Ausstattung. Auf diese Weise konnte der Verkaufspreis auf 350 US-Dollar gesenkt werden. Zum Vergleich: Im Vorjahr begannen die Preise bei 450 Dollar.